# Orangia cookei
Orangia cookei је пуж из реда Stylommatophora и фамилије Charopidae. 

## Угроженост
Ова врста се сматра угроженом.

## Распрострањење
Само француска Полинезија.

## Станиште
Врста Orangia cookei има станиште на копну.